# Каштру-Верди (фрегезия)
Ка́штру-Ве́рди (порт.  Castro Verde ) — фрегезия (район) в муниципалитете Каштру-Верди округа Бежа в Португалии. Территория — 288,32 км². Население — 4820 жителей. Плотность населения — 16,7 чел/км².